# Chrysiridia rhipheus
Chrysiridia rhipheus is een dagactieve nachtvlinder uit de familie Uraniidae, de uraniavlinders. Door de lokale bevolking wordt de vlinder Adriandolo of Lolonandriana genoemd, wat edele vlinder of edele geest betekent.

## Kenmerken
De spanwijdte bedraagt tussen de 75 en 90 millimeter.
De vlinder is overwegend zwart met iridiserend rode, blauwe en groene vlekken. De iridiserende kleuren worden niet door pigmenten verkregen, maar door refractie van licht door de kleine schubben op de vleugels.
De soort wordt vaak als een van de meest indrukwekkende en mooiste vlinders beschouwd. In het victoriaanse tijdperk werden de vleugels van de vlinder zelfs in sieraden verwerkt.

## De rups en zijn waardplanten
De zwartgevlekte gele rups voedt zich met planten uit de geslachten Omphalea en Endospermum. Hierdoor zijn zowel de rupsen als de vlinders giftig.

## Verspreiding en leefgebied
De vlinder is endemisch voor Madagaskar.

## Synoniemen
- Papilio rhipheus Drury, 1773[2]
- Urania ripheus var. madagascariensis Lesson, 1831
- Urania crameri Maassen, 1897
- Urania druryi Boisduval, 1874[3]
- Urania papageno Niepelt, 1931[4]
- Rhipheus dasycephalus Swainson, 1833
- Leilus orientalis Swainson, 1833
- Chrysiridia riphearia Hübner, 1823[5]
- Urania ripheus[6]
- Urania rhiphaeus[7]
- Urania rhipheus
- Chrysiridia madagascariensis[7]
- Chrysiridia rhiphaeus[8]
- Chrysiridia ripheus